# Treroninae
Treroninae es una subfamilia de aves de la familia Columbidae.

## Géneros
- Alectroenas
- Cryptophaps
- Hemiphaga
- Phapitreron
- Treron